# Central de emergencia
Central de Emergencia é uma telenovela mexicana, produzida pela Televisa e exibida em 1964 pelo Telesistema Mexicano.

## Elenco
- Ricardo Adalid
- Luis Aragón
- Antonio Bravo
- Tony Carbajal